# Дакија Медитеранеа
Дакија Медитеранеа (лат. Dacia Mediterranea), односно Средоземна или  Медитеранска Дакија, била је римска провинција, која је настала крајем 3. века (или почетком 4. века), а постојала је све до почетка 7. века. Створена је поделом провинције Дакије Аурелијане на две нoве покрајине: Дакија Медитеранеа (јужни део) и Дакија Рипензис (северни део). У науци постоје недоумице око тачног времена и начина поделе, тако да поједини стручњаци сматрају да је та провинцијска реорганизација била извршена већ за време владавине цара Диоклецијана (284—305), док се други опредељују за време цара Константина I (306—337). Гравни град провинције била је Сердика (данашња Софија), а други по важности био је Наисус (данашњи Ниш). Почетком 7. века, провинција је опустошена и уништена за у време најезде Авара и Словена.

## Историја
Провинција је названа „средоземном” Дакијом због тога што се налазила дубље у унутрашњости, у односу на суседну „приобална” Дакију, која се протезала дуж обале Дунава. Средоземна Дакија је обухватала западни део данашње Бугарске (области око Софије и Ђустендила) и источни део данашње Србије (области око Ниша и Пирота).
У склопу поделе позног Римског царства на веће управне области (дијецезе), провинција Дакија Медитеранеа је првобитно припадала дијецези Мезији, која је за време цара Константина I (306—337) подељена на два дела, те су тако настале: дијецеза Дакија на северу и дијецеза Македонија на југу. Приликом те поделе, провинција Дакија Медитеранеа ушла је у састав дијецезе Дакије, која је припадала преторијанској префектури Илирик.
За време владавине цара Јустинијана I (527—565) створена је нова Архиепископија Јустинијана Прима, са седиштем у граду Јустинијана Прима (Царичин град код данашњег Лебана у Србији), а тој архиепископији је додељена црквена надлежност над свим провинцијама дијецезе Дакије, укључујући и провинцију Средоземну Дакију.
Током 4. и 5. века, у ову провинцију су у више наврата упадали Готи, а током 6. века Словени и Авари, који су почетком 7. века уништили византијску власт у на ширем подручју, чиме је и ова провинција престала да постоји.